# St. Johannes Baptist (Waldkirch)

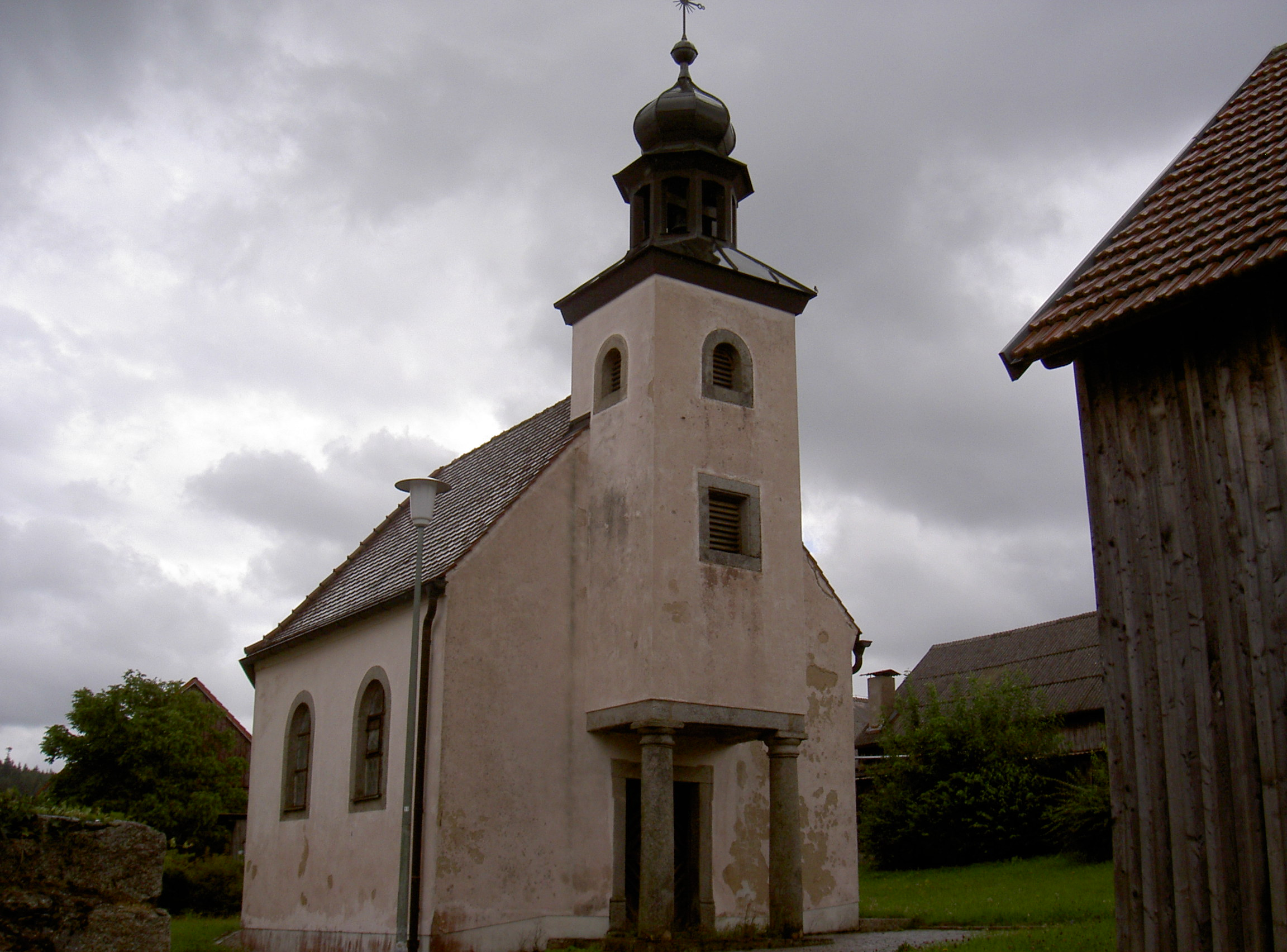
St. Johannes Baptist (Waldkirch)

Die römisch-katholische, denkmalgeschützte Kapelle St. Johannes Baptist steht in Waldkirch, einem Gemeindeteil der Gemeinde Georgenberg im Landkreis Neustadt an der Waldnaab in der Oberpfalz. Die Kirche gehört zum Bistum Regensburg. Das Bauwerk ist unter der Denkmalnummer D-3-74-123-10 als Baudenkmal in die Bayerische Denkmalliste eingetragen.

## Beschreibung
Die Saalkirche wurde 1821 errichtet. Sie besteht aus einem Langhaus, das im Osten vierseitig geschlossen ist, und einem mit einer Welschen Haube bedeckten Kirchturm im Westen, der über zwei Säulen aufsteigt und sich über dem Portal an das Langhaus anlehnt.